# Marco Gentile (coureur)
Marco Gentile (Genève, 1959 - Nogaro, 19 november 1989) was een Zwitsers motorcoureur. 

## Carrière
In het seizoen 1984 debuteerde Marco Gentile in het wereldkampioenschap wegrace met een Yamaha TZ 500, een productieracer die minstens twee jaar oud was, want in 1982 was de productie beëindigd. In het seizoen 1985 nam hij aan slechts enkele WK-races deel, maar in dat jaar werd hij met de Yamaha Europees kampioen in de 500cc-klasse. 
In het seizoen 1986 kwam hij in contact met Claude Fior, die experimenteerde met frames en voorvorken en zijn Fior-racer had voorzien van een Honda RS 500-driecilindermotor. Gentile scoorde er nog geen punten mee, maar in het seizoen 1987, toen tabaksfabrikant Lucky Strike financieel ging ondersteunen, lukte hem dat in de GP van San Marino wel. 
In het seizoen 1988 wilde Fior behalve zijn nieuwe frame en voorvork ook met een Yamaha-motor gaan rijden. Die motor (waarschijnlijk bewerkt door JPX, dat ook enkele zijspancoureurs van blokken voorzag) had echter veel ontwikkeling nodig, waardoor het seizoen nogal rommelig verliep. Na enkele races werd er tijdelijk weer een Honda RS 500-blok gemonteerd en uiteindelijk werd het seizoen met de Yamaha afgemaakt. Gentile scoorde wel acht punten, geholpen door het feit dat sinds dit jaar de eerste vijftien finishers punten kregen. 
Toen de Fior-Yamaha in het seizoen 1989 eindelijk redelijk begon te lopen beleefde Gentile zijn beste seizoen. Met 33 punten eindigde hij als zeventiende, maar hij moest de laatste races missen. Na de GP van Zweden raakten Fior en Gentile bij een ernstig ongeval betrokken. Gentile liep inwendige verwondingen op, waarvan hij zodanig herstelde dat hij in de GP van Brazilië weer aan de trainingen kon deelnemen, hoewel hij van een start afzag. 

## Overlijden
Op 19 november 1989 waren Claude Fior en Marco Gentile op het Circuit Paul Armagnac in Nogaro bezig met het testen van een nieuwe 250cc-Aprilia. Toen die tests klaar waren reed Marco Gentile het circuit op met een door Fior zelf gebouwde kart. Hij belandde met hoge snelheid in de vangrail en overleed aan een ernstig hoofdletsel. 

## Wereldkampioenschap wegrace resultaten
(Races in vet zijn pole-positions; races in cursief geven de snelste ronde aan)
| Jaar | Klasse | Team              | Motorfiets    | 1       | 2       | 3       | 4       | 5       | 6       | 7       | 8       | 9       | 10      | 11      | 12     | 13      | 14      | 15      | Punten | Plaats |
| ---- | ------ | ----------------- | ------------- | ------- | ------- | ------- | ------- | ------- | ------- | ------- | ------- | ------- | ------- | ------- | ------ | ------- | ------- | ------- | ------ | ------ |
| 1984 | 500 cc | Privé             | Yamaha TZ 500 | ZAF -   | NAT -   | SPA DNF | OOS -   | DUI -   | FRA 20  | JOE 17  | NED -   | BEL DNF | GBR -   | ZWE DNF | SMR 15 |         |         |         | 0      | -      |
| 1985 | 500 cc | Privé             | Yamaha TZ 500 | ZAF -   | SPA -   | DUI 14  | NAT -   | OOS 25  | JOE -   | NED -   | BEL -   | FRA DNF | GBR -   | ZWE -   | SMR -  |         |         |         | 0      | -      |
| 1986 | 500 cc | Fior              | Honda RS 500  | SPA 19  | NAT DNF | DUI DNF | OOS DNF | JOE 15  | NED 11  | BEL DNF | FRA 12  | GBR DNF | ZWE 11  | SMR DNF |        |         |         |         | 0      | -      |
| 1987 | 500 cc | Fior-Lucky Strike | Honda RS 500  | JAP DNF | SPA 12  | DUI DNF | NAT DNF | OOS DNF | JOE 23  | NED 13  | FRA 11  | GBR 14  | ZWE 21  | TSL DNF | SMR 10 | POR DNF | BRA 12  | ARG 11  | 1      | 24e    |
| 1988 | 500 cc | Fior-Marlboro     | Yamaha TZ 500 | JAP DNF | VST DNF | SPA DNF |         |         |         |         | NED 15  |         | JOE DNF | FRA 17  | GBR 20 | ZWE 19  | TSL 11  | BRA DNF | 8      | 24e    |
| 1988 | 500 cc | Fior-Marlboro     | Honda RS 500  |         |         |         | POR DNF | NAT 14  | DUI 17  | OOS DNF |         | BEL 30  |         |         |        |         |         |         | 8      | 24e    |
| 1989 | 500 cc | Fior-Marlboro     | Yamaha TZ 500 | JAP 20  | AUS 13  | VST 12  | SPA 12  | NAT 4   | DUI DNF | OOS 14  | JOE DNF | NED 14  | BEL 12  | FRA DNF | GBR 13 | ZWE DNS | TSL DNS | BRA DNS | 33     | 17e    |